# Men Lan Sheh
Men Lan Sheh (romaniza del chino 男子兰佘诗曼) ( 1925 ) es un profesor, pteridólogo, y botánico chino. Desarrolló actividades académicas en la Facultad de Agronomía, Universidad Chung Hsing, en Taichung.
Es un especialista en la familia de las umbelíferas.
- La abreviatura «M.L.Sheh» se emplea para indicar a Men Lan Sheh como autoridad en la descripción y clasificación científica de los vegetales.[4]